# Súðavík
Súðavík – miejscowość w północno-zachodniej części Islandii, położona u wejścia do fiordu Álftafjörður (boczna zatoka fiordu Ísafjarðardjúp), na jego zachodnim wybrzeżu. Położona jest u stóp masywu górskiego, który w najwyższym punkcie osiąga 841 m n.p.m. Miejscowość wchodzi w skład gminy Súðavíkurhreppur, w regionie Vestfirðir. Przebiega przez nią droga nr 61, która łączy ją z położoną na zachód nad sąsiednim fiordem stolicą regionu Ísafjörður. Na początku 2018 roku liczyła 157 mieszkańców. Głównymi branżami gospodarczymi miejscowości są rybołówstwo, przetwórstwo rybne i turystyka. We wsi działa Arctic Fox Center, muzeum i centrum badawcze poświęcone lisowi polarnemu.

## Lawina w Súðavík
Wcześnie rano (około godziny 6:25) dnia 16 stycznia 1995 roku na wieś spadła lawina, która zniszczyła kilka budynków, w większości domów mieszkalnych. Czternaście osób zginęło (w tym ośmioro dzieci), a dwanaście zostało rannych. Akcja ratunkowa była prowadzona w trudnych warunkach z powodu burzy śnieżnej. Ostatnią ocalałą osobę udało się uratować po 23 godzinach od zejścia lawiny, a poszukiwania trwały nadal do wieczora dnia 17 stycznia. Islandzki rząd podarował w ramach pomocy humanitarnej 300 milionów ISK (około 3 milionów USD).
Na posiedzeniu publicznym 23 stycznia 1995 roku zdecydowano, że wieś powinna być odbudowana w bezpieczniejszym miejscu. Budynki już istniejące w obrębie strefy zagrożenia zostały sprzedane rządowi islandzkiemu, a prace budowlane w nowej lokalizacji rozpoczęły się 23 sierpnia 1995 roku. Przez zimą 1996 roku zostało zbudowanych 51 nowych domów, a 8 zostało przeniesionych w bezpieczniejsze miejsce.